# Kim Pérez
Kim Joaquina Pérez Fernández-Fígares (Granada, 1941 - 27 de febrer de 2025), coneguda com a Kim Pérez, va ser una professora i activista espanyola. Va ser la primera dona transsexual que va formar part d'una candidatura electoral a Espanya. Va ser membre del moviment social, cultural i polític Retallades Zero, formant part de les seues candidatures des del seu naixement com a partit en 2014.

## Biografia
Kim Pérez es va llicenciar en Història en 1968 i el mateix any fou nomenada Professora Encarregada de Curs de la Universitat de Granada. Era experta en la qüestió històrica dels Natzarens de Jerusalem. Fou professora d'ètica i filosofia en de secundària fins al 2006. Pérez també fou agregada de comunicació a l'ambaixada espanyola a Algèria, on pogué expressar-se per primera vegada lliurement. Fou la confundadadora i presidenta de l'Associació d'Identitat de Gènere a Andalusia, i del col·lectiu Conjuntos Difusos-Autonomia Trans.
Pérez va iniciar el seu activisme per les dones trans en 1983, quan va participar en les Jornades Feministes Estatals a Madrid i després a Còrdoba al 2000.
Davant el Defensor del Poble Andalús, va encapçalar la sol·licitud de proposició no de llei del Parlament Andalús pels drets trans. Al febrer de 1999, sent presidenta de l'Associació d'Identitat de Gènere a Andalusia, es va aconseguir que Andalusia es convertira en la primera comunitat autònoma d'Espanya a incloure en el seu catàleg de prestacions sanitàries el tractament i les cirurgies de reassignació de sexe. En 2007, va ocupar el número 17 de la llista electoral d'Esquerra Unida en les eleccions municipals per a l'Ajuntament de Granada, convertint-se en la primera dona transsexual que va formar part d'una candidatura electoral a Espanya. Aquest mateix any, al costat de Carla Antonelli, va treballar per la Llei d'Identitat de Gènere del 2007.
En 2010, va reclamar que es pogués triar el gènere neutre per a aquelles persones que no s'identifiquen com a home o dona. En 2013, es va encadenar a les portes del Parlament Andalús i va iniciar una vaga de fam en protesta pel retard en l'aprovació de la llei Integral de Transsexualitat a Andalusia, finalment aprovada l'any següent.
Al 2018 participà al capítol Taronja de Nosotrxs somos, sèrie documental dirigida per César Vallejo sobre la història LGTBI a Espanya.
En 2019 realitzà de nou una vaga de fam per denunciar que el suport de la ultradreta al govern de la Junta d'Andalusia podria significar un minvament dels drets de les persones trans, atenent al programa del partit polític Vox.
En 2022, a proposta de la Direcció General de Diversitat Sexual i Drets LGTBI, va rebre la Medalla a la Promoció dels Valors d'Igualtat, al costat de l'activista Miguel Ángel Sánchez, de mans de la ministra d'Igualtat Irene Montero.
Va morir el 27 de febrer de 2025 als 83 anys.

## Vida personal
Pérez va sortir de l'armari com a dona trans en 1991, amb 50 anys. En 1995 va decidir iniciar el seu procés d'autodeterminació de gènere.

## Filmografia
- Nosotrxs somos (2018)

## Premis i reconeixements
- 2010 - Premi Ploma de la FELGTB.[16]
- 2017 - Medalla d'or al mèrit de la ciutat de Granada.[17]
- 2017 - Guardó "Majors de l'any" de l'ajuntament de Granada.[18]
- 2018 - Pregonera de l'Orgull LGTBI de Granada.[19]
- 2019 - Premi Triangle Rosa de COGAM.[20]
- 2022 - Medalla a la Promoció dels Valors d'Igualtat (al costat de Miguel Ángel Sánchez) del Ministeri d'Igualtat.